# Kotlajići
Kotlajići (cyr. Котлајићи) – wieś w Czarnogórze, w gminie Pljevlja. W 2011 roku liczyła 18 mieszkańców.